# Gelis shafae
Gelis shafae är en stekelart som beskrevs av Jonaitis och Alijev 1988. Gelis shafae ingår i släktet Gelis och familjen brokparasitsteklar. Inga underarter finns listade i Catalogue of Life.